# Marjorie Ogilvie Anderson
Marjorie Ogilvie Anderson (St Andrews, 9 février 1909 – 27 mai 2002) est une historienne et une paléographe écossaise contemporaine.

## Biographie
Née  Marjorie Ogilvie Cunningham à St Andrews, elle fait ses études à St Leonard's School avant d'étudier les lettres anglaises au Lady Margaret Hall à l'Université d'Oxford. 
Après l'obtention de ses diplômes elle rejoint à Édimbourg, Alan Orr Anderson, dont elle devient l'assistante en paléographie et qu'elle épouse en 1932. Au cours des dernières années de sa vie, son époux étant devenu quasi aveugle, elle s'implique dans la publication de ses œuvres qu'elle poursuit après son décès en 1958.
Elle produit son œuvre majeure en 1973 avec Kings and Kingship in Early Scotland et lors de l'édition révisée et mise à jour de Early Sources of Scottish History, la plus importante compilation de sources primaires sur l'histoire de l'Écosse jusqu'en 1286, établie par Alan Anderson et publiée pour la première fois en 1922.
Marjorie O. Anderson est nommée docteur en lettres honoris causa de Université de St Andrews en 1973. Un mélange  est publié en son honneur de son vivant en 2000. Elle meurt en 2002.

## Sources
- (en) Cet article est partiellement ou en totalité issu de l’article de Wikipédia en anglais intitulé « Marjorie Ogilvie Anderson » (voir la liste des auteurs).